# WNBA 2025
Die WNBA Saison 2025 ist die 29. Saison der Women’s National Basketball Association (WNBA) mit den New York Liberty als amtierender Titelverteidiger. Die reguläre Saison begann am 16. Mai 2025 und soll bis zum 11. September 2025 laufen. Im Anschluss werden dann bis spätestens 17. Oktober 2025 die Playoffs zur Ermittlung des WNBA-Meisters 2025 ausgetragen. 
Im Juni wurde die fünfte Auflage des saisoninternen Turniers um den  WNBA Commissioner's Cup ausgetragen. Das WNBA All-Star Game 2025 fand am 19. Juli 2025 in Indianapolis statt.

## Draft
Der WNBA Draft 2025 fand am 14. April 2025 in New York statt. In diesem Jahr sicherten sich die Dallas Wings in der vorgelagerten Draft-Lotterie das Erstwahlrecht.

### Top-3-Picks
| Pick | Spielerin         | Nationalität       | WNBA-Team          | College / Profiverein           |
| ---- | ----------------- | ------------------ | ------------------ | ------------------------------- |
| 1    | Paige Bueckers    | Vereinigte Staaten | Dallas Wings       | UConn                           |
| 2    | Dominique Malonga | Frankreich         | Seattle Storm      | Lyon ASVEL Féminin (Frankreich) |
| 3    | Sonia Citron      | Vereinigte Staaten | Washington Mystics | Notre Dame                      |

Da in dieser Saison die Golden State Valkyries als dreizehntes Franchise neu der Liga beitraten, fand am 6. Dezember 2024 ein vorgelagerter Expansion Draft zur Kader-Zusammenstellung der Golden State Valkyries statt.

## Reguläre Saison

### Modus
Die dreizehn WNBA-Teams sind in zwei Conferences aufgeteilt, wobei die Eastern Conference sechs und die Western Conference sieben Teams umfasst. In der regulären Saison bestreitet jedes Team 44 Spiele: jeweils 22 Heim- und Auswärtsspiele.

### Tabellen
Der Zwischenstand der Tabellen in den beiden Conferences am 20. Juli 2025:
| Pl     | Team                 | Sp | S  | N  | %    | GB   | Heim | Auswärts |
| ------ | -------------------- | -- | -- | -- | ---- | ---- | ---- | -------- |
| 1 (2)  | New York Liberty (M) | 21 | 15 | 6  | 71,4 | −    | 10:2 | 5:4      |
| 2 (5)  | Atlanta Dream        | 22 | 13 | 9  | 59,1 | 2,5  | 8:3  | 5:6      |
| 3 (6)  | Indiana Fever        | 23 | 12 | 11 | 52,2 | 4    | 7:6  | 5:5      |
| 4 (7)  | Washington Mystics   | 22 | 11 | 11 | 50   | 4,5  | 7:3  | 4:8      |
| 5 (11) | Chicago Sky          | 22 | 7  | 15 | 31,8 | 8,5  | 4:6  | 3:9      |
| 6 (13) | Connecticut Sun      | 22 | 3  | 19 | 13,6 | 12,5 | 2:8  | 1:11     |

| Pl     | Team                   | Sp | S  | N  | %    | GB   | Heim | Auswärts |
| ------ | ---------------------- | -- | -- | -- | ---- | ---- | ---- | -------- |
| 1 (1)  | Minnesota Lynx         | 24 | 20 | 4  | 83,3 | −    | 12:0 | 8:4      |
| 2 (3)  | Phoenix Mercury        | 22 | 15 | 7  | 68,2 | 4    | 9:3  | 6:4      |
| 3 (4)  | Seattle Storm          | 23 | 14 | 9  | 60,9 | 5,5  | 8:4  | 6:5      |
| 4 (8)  | Las Vegas Aces         | 22 | 11 | 11 | 50   | 8    | 6:4  | 5:7      |
| 5 (9)  | Golden State Valkyries | 22 | 10 | 12 | 45,5 | 9    | 7:4  | 3:8      |
| 6 (10) | Los Angeles Sparks     | 22 | 8  | 14 | 36,4 | 11   | 3:8  | 5:6      |
| 7 (12) | Dallas Wings           | 23 | 6  | 17 | 26,1 | 13,5 | 4:7  | 2:10     |

Erläuterung:
- = Playoff-Qualifikation,     = Conference-Sieger
- Platz in Conference und (Platz Gesamt)
- (M) = Titelverteidiger

## Commissioner's Cup
Der WNBA Commissioner's Cup 2025 ist die fünfte Auflage dieses zweistufigen Wettbewerbs in der Geschichte der WNBA. Die dreizehn WNBA-Teams bestreiten im Zeitraum vom 1. bis 18. Juni 2025 jeweils ein Spiel gegen jedes andere Team aus ihrer Conference. Anschließend qualifizieren sich die Bestplatzierten jeder Conference – aus diesen Pokalpartien – für das Pokalfinale am 1. Juli 2025.
In dieser Saison zogen die Indiana Fever nach 4:1 Siegen aus den Pokalpartien der Eastern Conference und der Titelverteidiger Minnesota Lynx nach 5:1 Siegen aus den Pokalpartien der Western Conference in das Finale um den Commissioner's Cup ein.
Den WNBA Commissioner's Cup 2025 gewannen die Indiana Fever nach einem 74:59-Sieg über die Minnesota Lynx. Indianas Natasha Howard wurde dabei als MVP des Pokalfinales ausgezeichnet.
| 1. Juli 2025 | Spielbericht | Indiana Fever                                                          | 74 – 59 | Minnesota Lynx                                                          | Target Center, Minnesota |
| 1. Juli 2025 | Spielbericht | Punkte pro Viertel: 12-20, 20-7, 20-15, 22-17                          |         |                                                                         | Target Center, Minnesota |
| 1. Juli 2025 | Spielbericht | Punkte: N. Howard (16) Rebounds: N. Howard (12) Assists: A. Boston (6) |         | Punkte: A. Smith (15) Rebounds: N. Collier (9) Assists: C. Williams (4) | Target Center, Minnesota |
| 1. Juli 2025 | Spielbericht |                                                                        |         |                                                                         | Target Center, Minnesota |

## All-Star Game
Das 21. WNBA All-Star Game wurde am 19. Juli 2025 im Gainbridge Fieldhouse, der Heimstätte der Indiana Fever, ausgetragen.
| 19. Juli 2025 | Bericht | Team Clark                                                                | 131 – 151 | Team Collier                                                      | Gainbridge Fieldhouse, Indianapolis, Indiana |
| 19. Juli 2025 | Bericht | Punkte pro Viertel: 36:49, 24:33, 35:37, 36:32                            |           |                                                                   | Gainbridge Fieldhouse, Indianapolis, Indiana |
| 19. Juli 2025 | Bericht | Punkte: Mitchell (20) Rebounds: Thornton (11) Assists: Ionescu, Sykes (7) |           | Punkte: Collier (36) Rebounds: Diggins (11) Assists: Diggins (15) | Gainbridge Fieldhouse, Indianapolis, Indiana |
| 19. Juli 2025 | Bericht |                                                                           |           |                                                                   | Gainbridge Fieldhouse, Indianapolis, Indiana |

## Playoffs

### Modus
Die acht Teams mit den besten Ergebnissen in der regulären Saison qualifizieren sich unabhängig von der Conference für die Playoffs. In der ersten Runde der Playoffs treffen die Teams gemäß der Platzierung der regulären Saison im Best-of-Three Modus aufeinander. Das Halbfinale wird im Best-of-Five Modus ausgetragen. Die Finalserie wird ab dieser Saison auf den Best-of-Seven Modus erweitert.